# Garven Metusala
Garven-Michée Metusala (Terrebonne, Canadá, 31 de diciembre de 1999) es un futbolista canadiense-haitiano. Juega de defensa y su equipo es el Colorado Springs Switchbacks de la USL Championship. Es internacional absoluto por la selección de Haití desde 2022.

## Trayectoria
Nació en Canadá, de padre congoleño y madre haitiana.
Comenzó su carrera en 2018 en el CS St-Hubert de la Ligue1 Québec. En enero de 2025, firmó en el  Colorado Springs Switchbacks de la USL Championship.

## Selección nacional
Fue citado a la selección de Haití en marzo de 2022 para un encuentro amistoso ante Guatemala.
Metusala fue citado a la Copa de Oro de la Concacaf 2023.

### Participaciones en copas continentales
| Copa                            | Sede           | Resultado      |
| ------------------------------- | -------------- | -------------- |
| Copa de Oro de la Concacaf 2023 | Estados Unidos | Fase de grupos |

## Clubes
| Club                         | País           | Año           |
| ---------------------------- | -------------- | ------------- |
| CS St-Hubert                 | Canadá         | 2018          |
| CS Fabrose                   | Canadá         | 2019-2020     |
| AS Blainville                | Canadá         | 2020          |
| Forge FC                     | Canadá         | 2021-2024     |
| Colorado Springs Switchbacks | Estados Unidos | 2025-presente |